# Oshawa Creek
Oshawa Creek är ett vattendrag i Kanada.   Det ligger i provinsen Ontario, i den sydöstra delen av landet, 300 km sydväst om huvudstaden Ottawa.
Omgivningarna runt Oshawa Creek är en mosaik av jordbruksmark och naturlig växtlighet.